# Steve Silverthorn
Steve Silverthorn (* 7. Februar 1981 in Owen Sound, Ontario) ist ein kanadischer Eishockeytorwart, der zuletzt bei den Dresdner Eislöwen in der 2. Eishockey-Bundesliga unter Vertrag stand. Sein Bruder Jason ist ebenfalls ein professioneller Eishockeyspieler.

## Karriere
Steve Silverthorn begann seine Karriere als Eishockeyspieler in der Mannschaft der Colgate University, für die er von 2001 bis 2005 aktiv war. Anschließend erhielt der Torwart einen Profivertrag bei den Idaho Steelheads aus der ECHL, für die er in den folgenden drei Spielzeiten ebenso zwischen den Pfosten stand wie für deren Kooperationspartner Iowa Stars aus der American Hockey League.
Zur Saison 2008/09 wechselte Silverthorn zum EC Bad Tölz in die 2. Eishockey-Bundesliga, den er nach dessen Insolvenz nach der Saison verließ, um für deren Ligarivalen SERC Wild Wings aufzulaufen. Der Kanadier wurde in der Saison 2008/09 zudem vom Fachmagazin Eishockey News zum besten Torwart der 2. Bundesliga gewählt. In Schwenningen traf er 2009 auf Daniel Hacker, mit dem er schon bei den Idaho Steelheads und den Iowa Stars zusammen spielte.
Im Juli 2011 wurde Silverthorn von den Texas Brahmas aus der Central Hockey League verpflichtet, für die er 25 CHL-Partien absolvierte. Nachdem sich Mitte Januar 2012 Kellen Briggs verletzt hatte, verpflichtete das Management der Dresdner Eislöwen Silverthorn bis zum Saisonende.

## Erfolge und Auszeichnungen
- 2007 Kelly-Cup-Gewinn mit den Idaho Steelheads
- 2007 Kelly Cup Playoffs Most Valuable Player
- 2009 Bester Torwart der 2. Eishockey-Bundesliga